# Lorenz Nikolai Achté

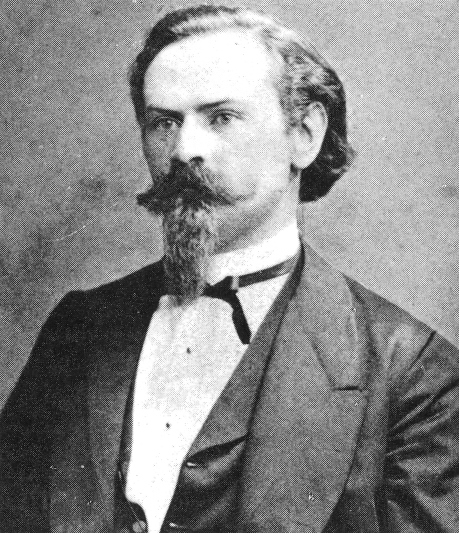
Lorenz Nikolai Achté.

Lorentz Nikolai Achté, född 25 maj 1835 i Björneborg, död 18 april 1900 i Helsingfors, var en finländsk  sångare, dirigent och komponist. Han var gift med sångerskan Emmy Achté och far till Aino Ackté.
Achté verkade bland annat som sångare och dirigent vid Finska operan och som kantor i Gamla kyrkan i Helsingfors. Han grundade 1882 Helsingfors klockare-organistskola, sedermera Helsingfors kyrkomusikinstitut, som han ledde till sin död. Han utgav en musiklära för skolorna samt koralböcker. 